# チャンドラハーサン
チャンドラハーサン（Chandrahasan、1937年3月6日 - 2017年3月18日）は、インドのタミル語映画で活動した映画プロデューサー、俳優。

## 生涯

### 生い立ち
1937年3月6日、弁護士で独立運動家のD・シュリーニヴァーサンとラージャラクシュミの息子として生まれる。チャンドラハーサンは4人兄弟の次男であり、兄チャールハーサンと弟カマル・ハーサンは俳優としてタミル語映画で活動し、妹ナリニ・ラグラームは古典舞踊のダンサーとして活動していた。チャールハーサンは歌手活動を経て俳優のほかに弁護士としても活動し、一方のチャンドラハーサンは俳優として成功したカマル・ハーサンと映画界において親密な関係を築いた。

### キャリア
1995年に姪スハーシニ・マニラトナムの監督デビュー作『インディラ』に出演し、娘アヌー・ハーサンやアルヴィンド・スワーミ、ナーサルと共演した。2000年代に入ると、チャンドラハーサンはラージ・カマル・フィルムズ・インターナショナルの経営に積極的に携わるようになった。2013年にはカマル・ハーサン主演作『Vishwaroopam』の上映を巡り反発が起きた際には、反対派と交渉して上映を実現させるなど大きな役割を果たした。2017年に撮影に参加した『Appathava Aattaya Pottutanga』が、チャンドラハーサンの遺作となった。同作は年配の男女を題材とした恋愛映画で、「尊敬される人物」を主人公の役に起用したいという希望からチャンドラハーサンが起用され、2021年にOTTサービスで配信された。

### 死去
2017年3月18日、チャンドラハーサンは心臓発作を起こしてロンドンで死去した。同年1月に妻ギータマニと死別してからは、息子ニルマル・ハーサンが居住するアメリカ合衆国を訪れており、インドに帰国する途中に娘アヌー・ハーサンが暮らすロンドンに立ち寄り、彼女の自宅で死去したという。遺体は家族の希望でチェンナイに移送されて親族のみで葬儀が執り行われ、同年4月に追悼式が執り行われた。追悼式にはラジニカーント、イライヤラージャー、ヴィシャール、K・S・ラヴィクマール、プラカーシュ・ラージ、ローヒニ、アンビカなどが参列し、カマル・ハーサンは「父のような存在だった」とチャンドラハーサンに哀悼の意を表した。

## 私生活
妻ギータマニとの間に1男1女をもうけ、息子ニルマル・ハーサンはアメリカで暮らしており、娘アヌー・ハーサンは女優としてインドやイギリスの映画に出演している。

## フィルモグラフィー

### 出演
- Raja Paarvai（1981年） - ラグーとチャンドラームの父
- Penn（1991年）
- インディラ（1995年） - 大臣
- Iruvar（1997年）
- ヘー・ラーム（2000年） - モーハンガンディー・ラーマン
- Appathava Aattaya Pottutanga（2021年） - ラーマサミー[16]